# Пакет (фильм)
«Пакет» — советский чёрно-белый художественный телефильм, поставленный режиссёром Владимиром Назаровым по одноимённой повести Л. Пантелеева.
В 1966 году фильм «Пакет» получил Главный приз на Международном кинофестивале в Праге.

## Содержание
Действие происходит в годы Гражданской войны. Герой фильма, 19-летний Петя Трофимов, служит в особом отряде комиссара Заварухина. Обстановка вокруг сложная: слева напирает генерал Шкуро, справа — генерал Мамонтов.
В один из дней Заварухин вызывает Петю к себе и передаёт пакет, который необходимо доставить лично командарму Будённому. Пытаясь преодолеть реку, Трофимов теряет и коня, и пакет, а позже попадает в белогвардейский плен. В штабе он просит разрешения снять сапоги и обнаруживает, что пакет находится под голенищем. Помня, что в письме — секретные данные, Петя решает его съесть. Часовой Зыков, наблюдая за Петиными действиями, не произносит ни слова.
Во время допроса Петя, не успевший дожевать пакет, отмалчивается. Белогвардейцы, решив, что он сам себе откусил язык, отправляют пленного в амбулаторию к сельскому доктору. После недолгого медицинского обследования Петя в сопровождении Зыкова движется обратно. При этом Зыков выбирает странный путь: они выходят за пределы села. Когда белогвардейский штаб остаётся далеко позади, Зыков вынимает из кармана золотые погоны и пришпиливает их Пете — для маскировки. Позже, во время отдыха на сеновале, Зыков рассказывает, что служил у белых не по своей воле — его мобилизовали.
Эти погоны играют свою роль в тот момент, когда Петя и Зыков натыкаются на отряд красногвардейцев. В то, что они — «свои», никто не верит. Зыкова ранят. Петю решают расстрелять. Перед смертью он опять снимает сапоги. Из-под портянки выпадает кусок бумаги. Взглянув на обрывок письма, комиссар Белопольский узнаёт почерк Заварухина и отменяет приговор.
Петю и раненого Зыкова укладывают на тачанку, и они в сопровождении красноармейцев едут к Будённому.

## История создания
Первая попытка экранизации повести «Пакет» состоялась в 1940 году. Как вспоминал Л. Пантелеев, фильм поставил некий молодой выпускник института кинематографии. Согласием автора он не заручился, но зато предложил Семёну Будённому сыграть в картине самого себя. После её просмотра Пантелеев не дал разрешения на выпуск ленты. В этом решении его поддержали и другие писатели — на первом просмотре его «молодые друзья» (в том числе Дойвбер Левин и Даниил Хармс) «единодушно выступили против фильма», назвав его «халтурой», а на втором Самуил Маршак сказал, что «в картине хорош только Будённый», и добавил, что «выпускать фильм в таком виде нельзя».
Съёмки фильма Владимира Назарова проходили четверть века спустя в Калуге, в Тарусе. Роль Пети Трофимова стала дебютом в кинобиографии Валерия Золотухина. По словам актёра, он в ту пору не знал, что «кино — это склейка, монтаж, озвучка». И когда Назаров в процессе работы показал ему отснятые материалы, Золотухин испытал такое разочарование, что больше никогда не смотрел картин со своим участием.
Тем не менее роль Пети Трофимова принесла Золотухину известность и явилась, по мнению критиков, «прологом к знаменитому Бумбарашу».

## В главной роли
- Валерий Золотухин — Петя Трофимов, красноармеец

## В ролях
| Актёр             | Роль                                  |
| ----------------- | ------------------------------------- |
| Борис Юрченко     | белый солдат Василий Зыков            |
| Анатолий Кузнецов | комиссар красного отряда Белопольский |
| Борис Новиков     | подпоручик Гибель                     |
| Павел Шпрингфельд | старик-пасечник                       |

В эпизодах
| Актёр              | Роль                               |
| ------------------ | ---------------------------------- |
| Алексей Бахарь     | белый казак                        |
| Гавриил Белов      | красный командир                   |
| Иван Бычков        | белый казак                        |
| Сергей Голованов   | белый генерал                      |
| Валентин Голубенко | красноармеец Голубенко             |
| Николай Новлянский | доктор                             |
| Геннадий Сайфулин  | комиссар красного отряда Заварухин |
| Леонид Чубаров     | белый казак Котёночкин             |

## Съёмочная группа
- Сценарий ― Евгений Котов
- Постановка ― Владимира Назарова
- Главный оператор — Владимир Яковлев
- Художники ― Михаил Карташов, Леонид Платов
- Композитор — Алексей Муравлёв
- Звукооператор — Григорий Коренблюм
- Дирижёр — Виктор Смирнов
- Оператор — Аркадий Чапаев
- Грим А. Котовой
- Монтаж Екатерины Карповой
- Редактор — И. Наумова
- Комбинированные съёмки:

Оператор — Г. Зайцев
Художник — Н. Спиридонова
- Директор картины — Алла Жаворонкова